# Capsicum caatingae
Capsicum caatingae ist eine 2011 beschriebene Art aus der Gattung Paprika (Capsicum) in der Familie der Nachtschattengewächse (Solanaceae). Die Art wächst endemisch in der Caatinga im Nordosten Brasiliens.

## Beschreibung

### Vegetative Merkmale
Capsicum caatingae ist ein Strauch oder kleiner Baum, der 2,0 bis 3,5 Meter hoch wird. Die Sprossachse ist wenig verzweigt, grau, schlank, kletternd und streifig. Die älteren Zweige sind unbehaart, auf jungen Zweigen ist eine Behaarung aus einfachen, vorwärts gerichteten Trichomen zu finden, gelegentlich treten auch winzige, drüsige Trichome auf. Die Laubblätter stehen meist einzeln, selten auch zu zweit. Die Blattspreite ist 2,0 bis 2,5 mal so lang wie breit und erreicht Längen von 3,0 bis 4,9 (selten bis 6,0) Zentimeter und eine Breite von 1,3 bis 2,0 (selten bis 2,4) Zentimeter. Ihre Form ist eiförmig bis elliptisch, sie kann häutig oder papierartig sein. Die Blattunterseite ist dunkel grün, während die Oberseite hellgrün ist. Beide Seiten sind mit einfachen sowie mit kleinen, drüsigen Trichomen verkahlend bis fein behaart, besonders stark ist die Behaarung entlang der Blattadern der Blattunterseite. Der Blattrand ist ganzrandig, nach vorn hin ist die Blattspreite leicht zugespitzt, die Basis ist ungleich und kurz spitz zulaufend. Die Blattstiele sind (selten nur 0,5) 0,7 bis 2,0 Zentimeter lang und behaart.

### Blütenstände und Blüten
Die Blüten stehen in Büscheln aus fünf bis 13 (selten bis 18) Blüten. Die Blütenstiele sind zur Blütezeit hängend, aber nicht knieförmig gebogen. Sie werden 0,7 bis 2,1 (selten bis 2,8) Zentimeter lang und sind verkahlend oder fein mit vorwärts gerichteten Trichomen behaart. Die Knospen sind elliptisch, weiß oder grünlich weiß.
Der becherförmige Kelch wird 1,2 bis 1,7 (selten bis 2,0) Millimeter lang, ist nicht mit Zähnen besetzt, weist aber kurze, einreihige, nichtdrüsige, warzige Trichome auf. Die Krone ist sternförmig und fast bis zur Hälfte des Radius gelappt. Sie wird 4,5 bis 6,0 (selten bis 8,0) Millimeter lang. Die Kronlappen sind leuchtend violett gefärbt, weisen am Rand jedoch ein schmales weißes Band auf. Die Basis ist grünlich-weiß gefärbt. Die Innenseite der Krone ist an der Basis der Kronlappen und des Kronschlunds mit kleinen, drüsigen Trichomen mit einzelligem Kopf und zweizelliger Basis besetzt. Die Kronlappen sind länger als die Kronröhre, werden 2,9 bis 3,5 Millimeter lang und 1,7 bis 2,4 Millimeter breit. Sie sind breit dreieckig, die Spitze ist kappenförmig. An der Spitze und den eingerollten Rändern sitzen zweizellige, einfache Trichome.
Die Staubfäden sind grünlich weiß und werden (selten 0,8) 1,1 bis 1,75 Millimeter lang. Die Staubbeutel sind gelblich cremefarben, ihre Länge beträgt 1,4 bis 2,1 Millimeter. Das „Stapet“ genannte Gewebe, welches die Basis der Staubfäden mit der Krone verbindet, ist etwa 2; mm lang. Der Fruchtknoten ist blass grün, nahezu kugelförmig und misst 1,1 bis 1,4 Zentimeter im Durchmesser. Der Griffel ist ebenfalls blass grün, verbreitet sich zur Spitze hin und wird (selten nur 4,3) 4,6 bis 4,8 mm lang. Er trägt eine grünlich gelbe, leicht zweilappige Narbe.
Die Blütezeit reicht von Dezember bis Juni, einige Exemplare wurden auch im September in Blüte gefunden.

### Früchte und Samen
Die Früchte reifen von Februar bis Juni. Es sind kugelförmige Beeren, die an der Spitze leicht abgeflacht sind und etwa 7 bis 11 Millimeter im Durchmesser messen. Sie sind zunächst grün gefärbt, werden zur Reife jedoch gelb. Die Blütenstiele sind auch zur Reife hängend. Der Kelch ist an der Frucht beständig und scheibenförmig abgeflacht. Sein Rand ist ganzrandig oder kann leicht eingerissen sein. Das Perikarp weist einen scharfen Geschmack auf und enthält keine Steinzellen. Je Frucht werden (selten nur neun) elf bis 17 Samen ausgebildet. Diese sind blass gelb und werden 3,2 bis 3,7 Millimeter lang und 2,2 bis 2,8 Millimeter breit. Die Samenwand ist dick, feingrubig und mit stachelartigen Auswüchsen versehen. Die Gruben sind am Rand des Samens tiefer als in der Mitte und haben geschwungene, dicke Zellwände.

### Chromosomenzahl
Die Basis-Chromosomenzahl beträgt x = 12.

## Verbreitung und Standorte
Die Art wächst endemisch in den nordöstlichen Bundesstaaten Brasiliens, genauer in Bahia, Pernambuco und dem nördlichen Teil von Minas Gerais in Höhenlagen zwischen 100 und 775 Metern in der waldig-strauchigen, offenen Caatinga. Sie wächst dort zwischen Sträuchern (Jatropha mollissima, Varronia leucocehala, verschiedenen Arten der Gattung Croton), Kakteengewächsen und Bromeliengewächsen, einigen Bäumen (unter anderem Spondias tuberosa und Ziziphus joazeiro) und einigen Mimosen-Arten (Mimosa sp.). Meist ist die Art am Rand der Caatinga-Wälder und entlang von Granit- und Gneisaufschlüssen zu finden.

## Botanische Geschichte
Die Art wurde 2011 von Gloria Barboza und María Agra anhand eines Exemplars, welches im Juni 1980 gesammelt wurde, erstbeschrieben. Das Epitheton caatingae verweist auf das Verbreitungsgebiet der Art.

## Systematik
Innerhalb der Gattung Capsicum wird Capsicum caatingae auf Grund von phylogenetischen Untersuchungen zusammen mit Capsicum parvifolium in eine Caatinga-Klade eingeordnet. Beide Arten sind in der Caatinga-Region heimisch, während Capsicum parvifolium auch bis ins nördliche Venezuela und Kolumbien verbreitet ist. Beiden Arten sind die zur Reife grün bis goldgelben Früchte gemeinsam, sie unterscheiden sich in der Form der Blütenstände, der Farbe der Samen und der Form des Kelchs. Die ebenfalls in der Caatinga-Region vorkommende Art Capsicum longidentatum, welche eine ähnliche Fruchtfarbe besitzt, ist jedoch wahrscheinlich nicht näher mit den beiden Arten verwandt.

## Nachweise
- Gloria E. Barboza u. a.: New Endemic Species of Capsicum (Solanaceae) from the Brazilian Caatinga: Comparison with the Re-circumscribed C. parvifolium. In: Systematic Botany, Band 36, Ausgabe 3, 2011. Seiten 768–781.
- Carolina Carrizo García u. a.: Phylogenetic relationships, diversification and expansion of chili peppers (Capsicum, Solanaceae). In: Annals of Botany, Band 118, 2016. Seiten 35–51. doi:10.1093/aob/mcw079.